# Grzegorz Marciniak
Grzegorz Marciniak (ur. 4 maja 1953 w Tuszynie) – polski polityk, lekarz, poseł na Sejm II kadencji.

## Życiorys
Ukończył w 1978 studia na Wydziale Lekarskim Akademii Medycznej w Łodzi. Praktykował w Tuszynie w zawodzie lekarza. W wyborach w 1993 uzyskał mandat posła na Sejm II kadencji. Został wybrany w okręgu piotrkowskim z listy Unii Pracy. Zasiadał m.in. w Komisji Zdrowia, Komisji Stosunków Gospodarczych z Zagranicą oraz w Komisji Rolnictwa i Gospodarki Żywnościowej. W wyborach w 1997 bez powodzenia ubiegał się o mandat senatorski z ramienia UP. Wycofał się następnie z polityki, zajął się działalnością biznesową w ramach spółki prawa handlowego w Tuszynie.